# Großblütiges Heusenkraut
Das Großblütige Heusenkraut (Ludwigia grandiflora, Syn.: Ludwigia uruguayensis (Camb.) Hara) ist eine Pflanzenart aus der Gattung der Heusenkräuter (Ludwigia) innerhalb der Familie der Nachtkerzengewächse (Onagraceae).

## Beschreibung

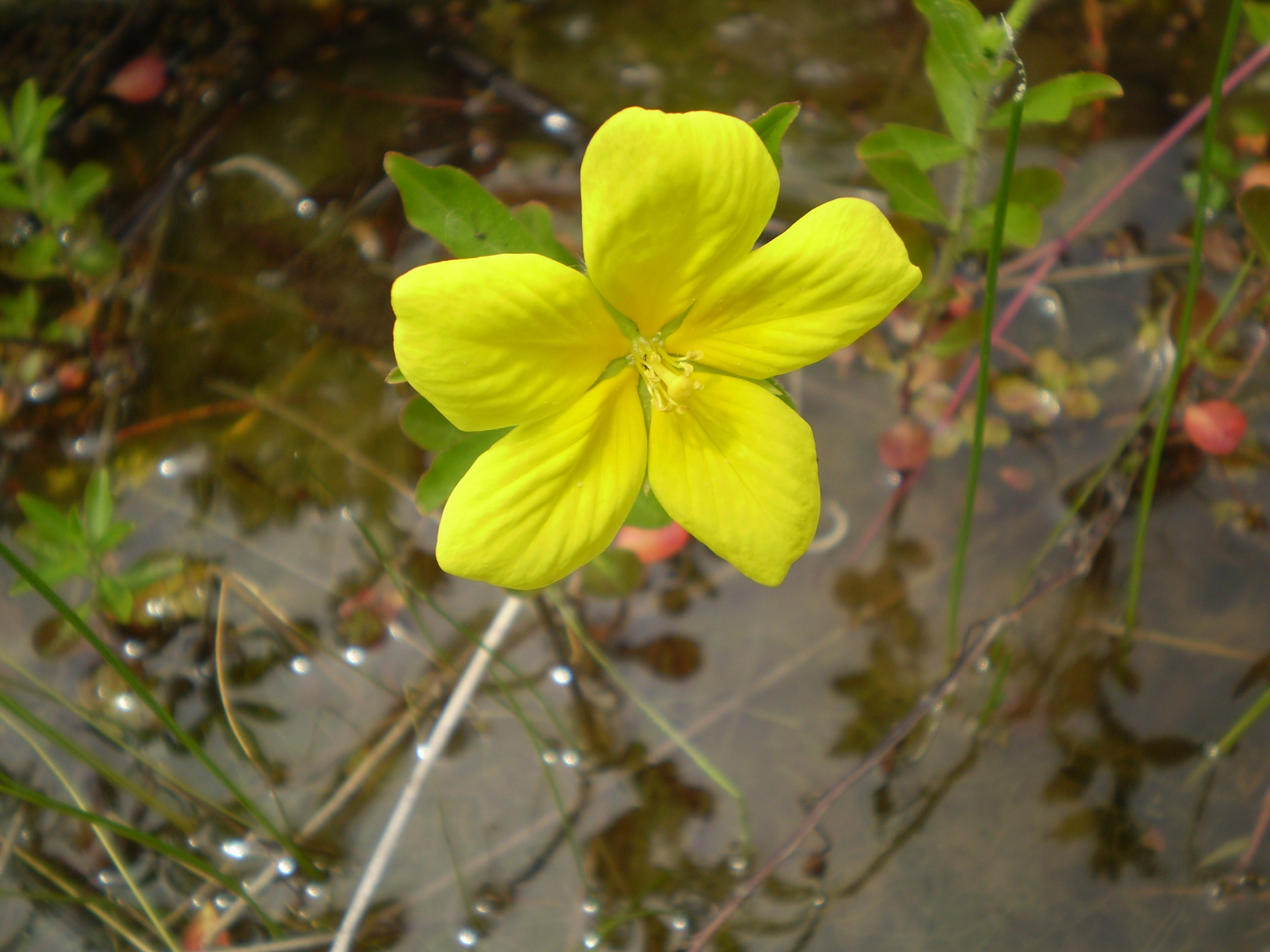
Fünfzählige, radiärsymmetrische Blüte

### Vegetative Merkmale
Ludwigia grandiflora ist eine im Wasser untergetaucht (submers), über die Wasseroberfläche emporragend (emers) oder auch über nassen Boden oder Schlamm kriechend (terrestrisch) wachsende, krautige Pflanze. Die an den Knoten wurzelnden oberirdischen Sprossachsen entspringen einem überdauernden, unterirdischen „Kriechspross“ (Rhizom). Die meist rötlich gefärbten Sprossachsen erreichen Durchmesser von 5 bis 20 Millimetern und Längen bis zu 6 Metern. Die vegetativen Pflanzenteile können von dicht samtig behaart bis nahezu oder ganz kahl sein.
Die wechselständig angeordneten Laubblätter sind in Blattstiel und -spreite gegliedert. Der relativ kurze Blattstiel ist 1 bis 2 Zentimeter lang (oft an untergetauchten Trieben) bis zu etwa 10 Zentimeter lang oder nur 1 bis 5 Millimeter lang. Die Blattspreite ist äußerst variabel, es kommen bei einer Länge von 4 bis 5 Zentimetern alle Übergänge zwischen rundlich-eiförmigen und lanzettlichen, zugespitzten Blättern (oft an Lufttrieben) vor. Die Nebenblätter sind langgestreckt-dreieckig und wenig drüsig.

### Generative Merkmale
Die Blüten stehen einzeln in Blattachseln von sich aufrichtenden Trieben. Die Blüten besitzen eine doppelte Blütenhülle. Die fünf Kelchblätter sind bei einer Länge von 7 bis 10 Millimetern schmal-lanzettlich. die fünf, selten bis zu sieben leuchtend gelben Kronblätter sind 11 bis 15 Millimeter lang, niemals kürzer als 10 Millimeter. Die Blütenröhre ist relativ kurz, wesentlich kürzer als der Blütenstiel. Es sind meist zehn, selten bis vierzehn Staubblätter vorhanden.
Die Kapselfrucht ist bei einer Länge von 13 bis 2,5 Zentimetern fast zylindrisch und zur Basis, aber nicht zur Spitze hin verengt; sie ist in der Regel behaart, an ihrem Vorderende sitzen die perennierenden Kelchblätter. Die Samen sind im harten, holzigen Endokarp eingeschlossen, sie sind etwa 1,5 Millimeter lang und ihr Querschnitt ist dreieckig.

## Ähnliche Arten
Von der ähnlichen, ebenfalls nach Europa eingeschleppten, aber mehr mediterran verbreiteten Ludwigia peploides subsp. montevidensis ist Ludwigia grandiflora an den größeren Blüten (bei Ludwigia peploides nur bis 9 Millimeter lang), der Form der Nebenblätter (bei Ludwigia peploides nierenförmig und stark drüsig) und der Form der Tragblätter (bei Ludwigia peploides breiter, rundlicher und länger gestielt) unterscheidbar. Ludwigia peploides wurde bisher in Mittel- und Nordeuropa nicht gefunden. Inzwischen wurden genetische Marker publiziert, die es erlauben, diese und weitere morphologisch sehr ähnliche Arten (Ludwigia adscendens, Ludwigia inclinata, Ludwigia octovalvis, Ludwigia palustris, Ludwigia repens, Ludwigia sedioides) mittels DNA-Barcoding zu unterscheiden.

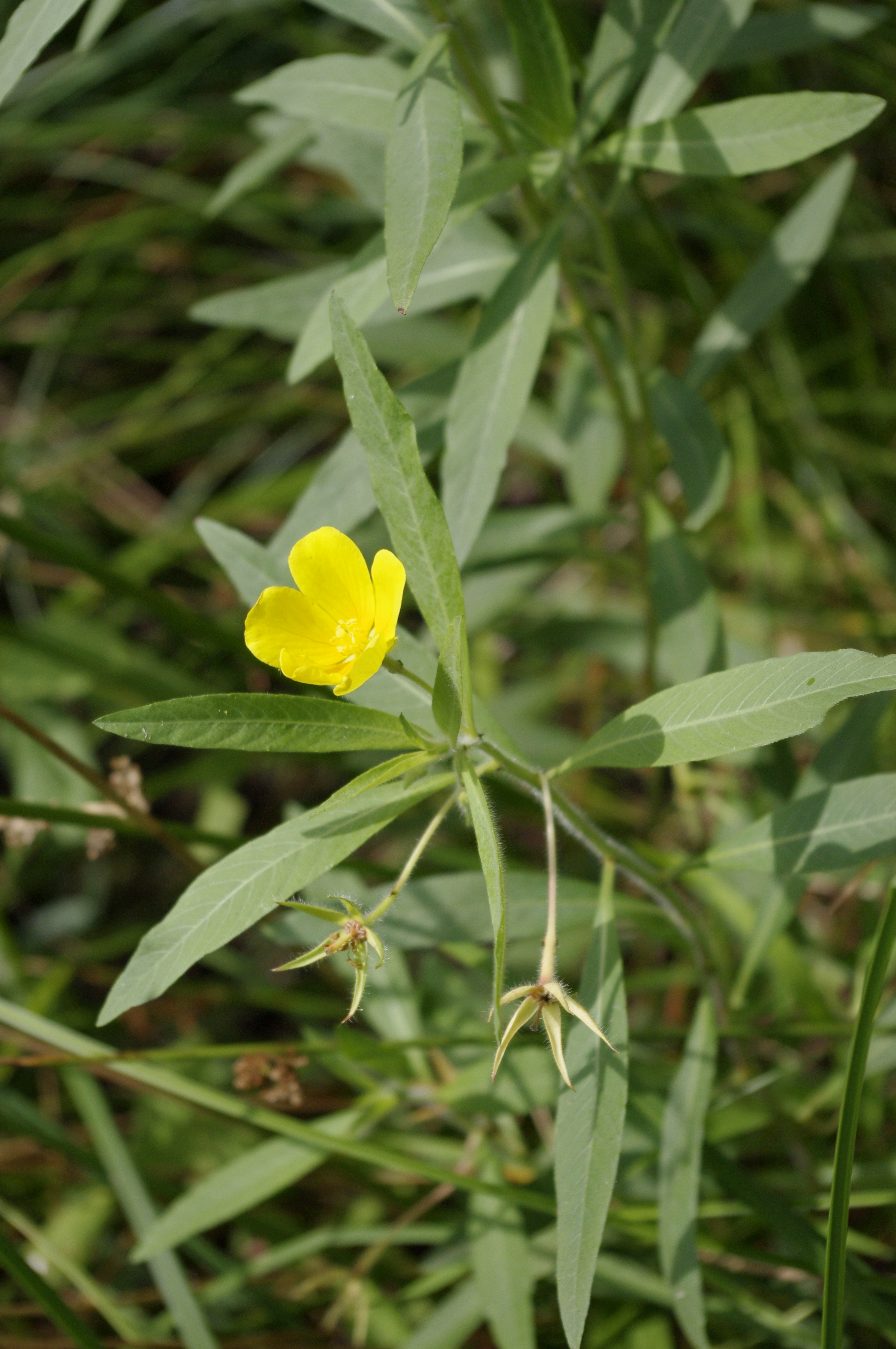
Ludwigia grandiflora blühend und fruchtend

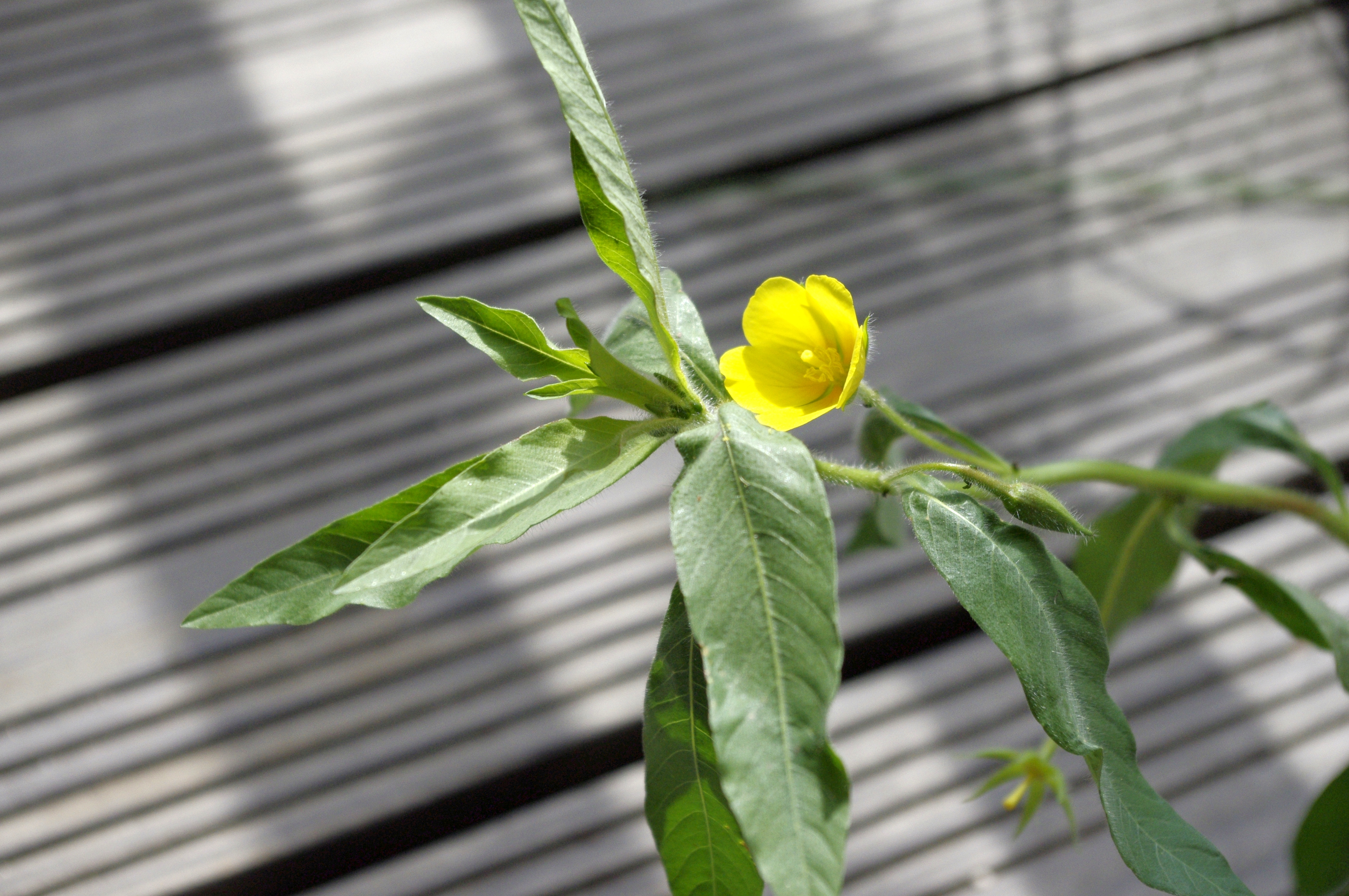
Ludwigia grandiflora blühend

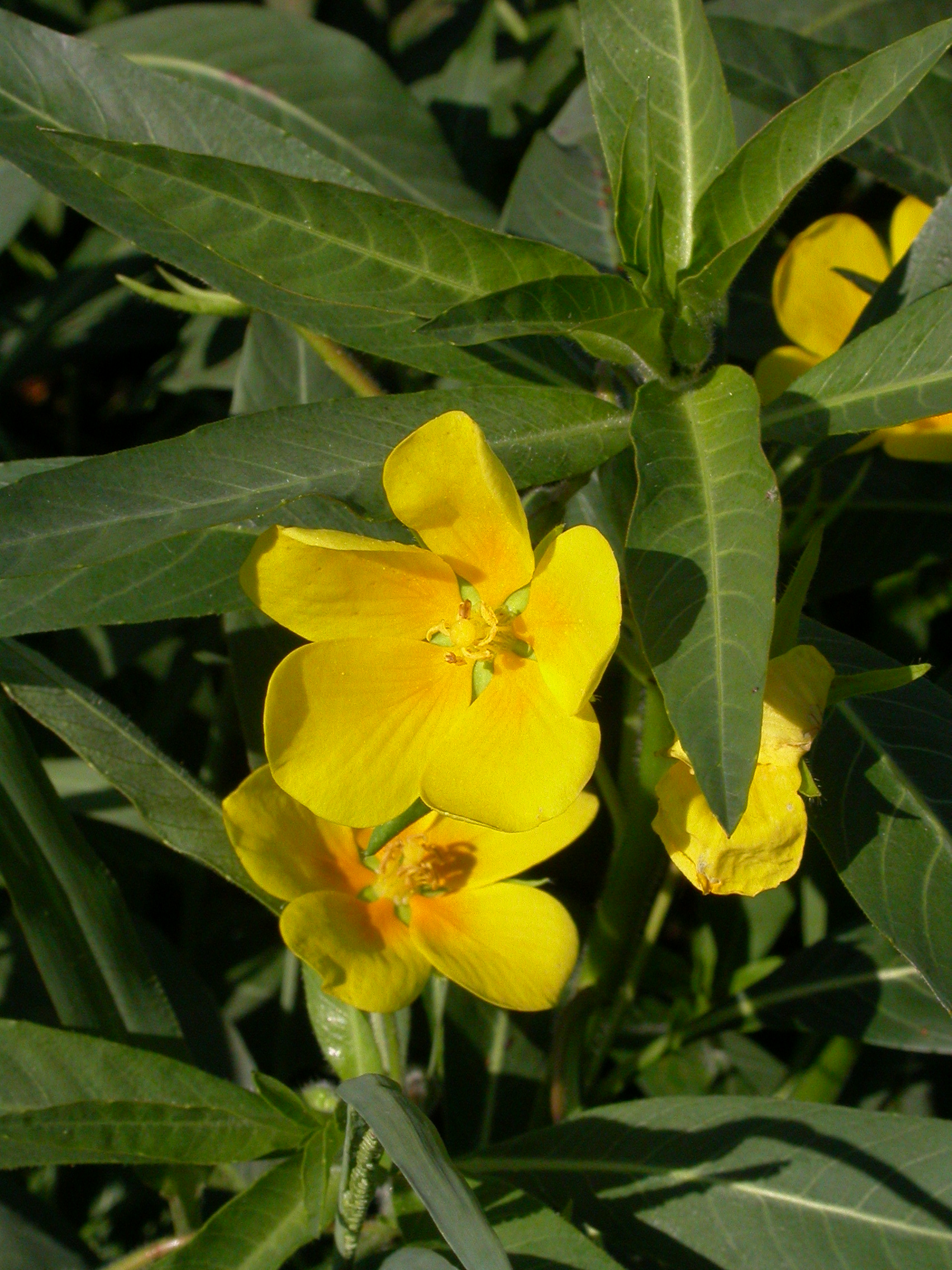
Laubblätter und Blüten

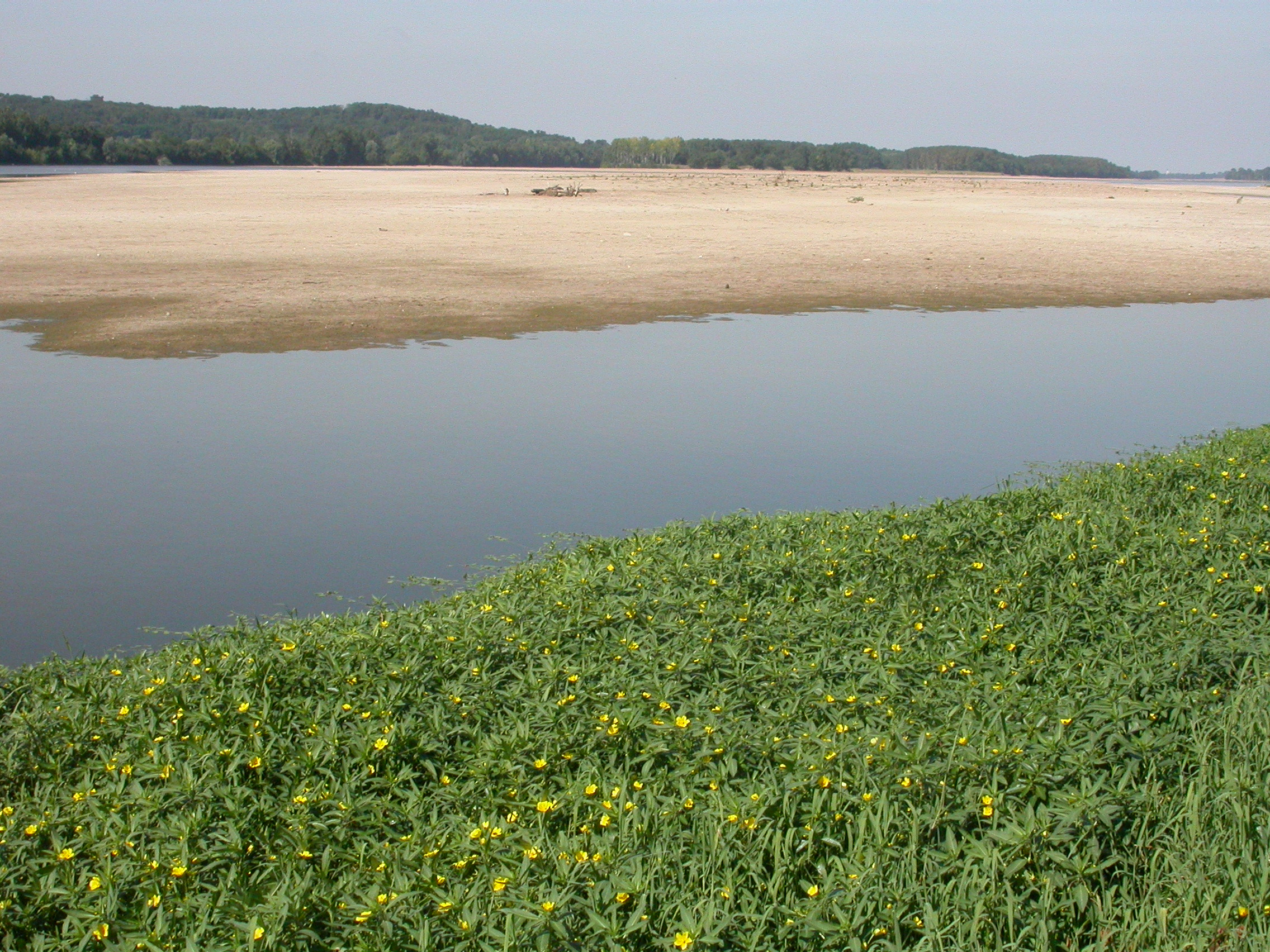
Massenbestand im Département Maine-et-Loire in Frankreich

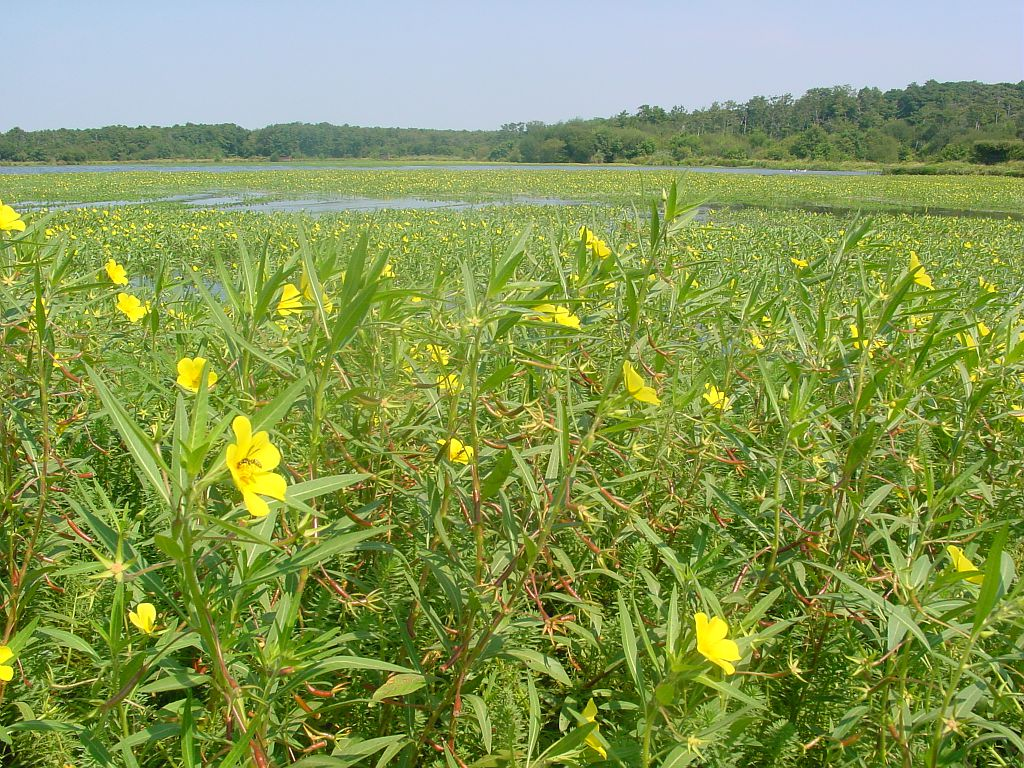
Massenbestand

## Ökologie und Phänologie
Die Entwicklung beginnt im Frühjahr mit einem Austrieb aus dem überwinternden Kriechspross. Die ersten Sprosse bilden oft Schwimmblätter an der Wasseroberfläche aus. Später kann sie undurchdringliche Matten bilden, die die das gesamte Gewässervolumen ausfüllen können. In der Regel bildet sie Einartbestände ohne Beteiligung weiterer Wasserpflanzen-Arten aus. Unter günstigen Bedingungen richten sich die Sprosse später auf, an diesen aufgerichteten Sprossen werden Blüten gebildet. Die oberirdischen Pflanzenteile sind nicht winterhart und sterben in der Regel beim ersten Nachtfrost ab. Die abgestorbenen Triebe mit braunen Blättern können noch lange im Winter sichtbar bleiben. Obwohl tropischer Herkunft, wäre die Art nach Habitatmodellierung (Climatic-Envelope-Methode) imstande, fast ganz Europa, nördlich bis zum Norden Schottlands zu besiedeln.
Die Blütezeit reicht in Europa vom Frühsommer bis in den Herbst, etwa von Juni bis September oder Oktober. Jeder Trieb produziert täglich eine Blüte, die vom Morgen bis in den Nachmittag aufgeblüht ist. Im Süden Frankreichs existieren große Bestände, die blühen, aber keine Früchte produzieren, hier sind die Pflanzenexemplare selbst-inkompatibel und alle funktional männlich; die Vermehrung erfolgt ausschließlich vegetativ über Verschleppung. Populationen weiter nördlich bilden normal Früchte aus. Die Art ist insektenbestäubt, als Bestäuber sind zum Beispiel Wild- und Honigbienen, Hummeln und Schwebfliegen beobachtet worden. Ein nachteiliger Einfluss der eingeschleppten Populationen auf heimische Pflanzenarten durch Bestäuberkonkurrenz konnte, trotz des teilweise extrem reichen Blütenangebots der großen Bestände, nicht gefunden werden.
Ludwigia grandiflora ist imstande, sauerstofffreie (anaerobe) Gewässer und Schlammböden zu besiedeln, dazu besitzt sie ein Luftleitgewebe (Aerenchym) in den Wurzeln. Obwohl sie nährstoffreiche Gewässer bevorzugt, kann sie sich auch unter oligotrophen Bedingungen etablieren. Ludwigia grandiflora kann konkurrierende Pflanzenarten durch Abgabe allelopathischer sekundärer Pflanzenstoffe in die Umgebung schädigen, dies wurde in Laborversuchen nachgewiesen. Welche Substanz für den Effekt verantwortlich ist, ist aber nicht bekannt.
Wichtigste Fressfeinde bei Ludwigia grandiflora in Europa sind zwei Neozoen: Nutria (Myocaster coypus) und Roter Amerikanischer Sumpfkrebs (Procambarus clarkii). Der Blattkäfer Altica lythri (Coleoptera, Chrysomelidae) wurde ebenfalls an Blättern beobachtet. In der natürlichen Heimat (Argentinien) wurde eine Art der Fransenflügler (Thysanoptera) identifiziert, Liothrips ludwigi, die auf die Art spezialisiert zu sein scheint.

## Vorkommen
Ludwigia grandiflora ist in der Neuen Welt in Süd- und Mittelamerika, vom nördlichen Argentinien bis Guatemala, und in einem getrennten (disjunkten) Teilareal im Südosten der USA und auf Kuba natürlich verbreitet.
Die Art ist als Neophyt eingeschleppt in große Teile der USA und nach Afrika (Kenia). In Europa werden etablierte Vorkommen aus Belgien, Frankreich, Irland, den Niederlanden, Spanien (küstennahe Regionen Kataloniens und Valencias) und Großbritannien gemeldet. Das bisher einzige deutsche Vorkommen wurde 2004 in der Leda, einem Nebenfluss der Ems in Niedersachsen entdeckt, wo sie 2009 bereits große Bestände ausbildete. In Baden-Württemberg wurde die Art 2011 an einer Stelle bei Unterensingen nachgewiesen. In der Schweiz existiert zurzeit ein Vorkommen in der Nähe von Genf. Aufgrund der ökologischen Probleme wird Ludwigia grandiflora auf der Schwarzen Liste invasiver Arten. für Deutschland und die Schweiz aufgeführt, in der Schweiz ist zudem auf Rechtsgrundlage der Verordnung über den Umgang mit Organismen in der Umwelt (Freisetzungsverordnung, FrSV) das Inverkehrbringen Ludwigia grandiflora verboten (siehe Liste der gebietsfremden invasiven Pflanzen der Schweiz).
Die ökologischen Zeigerwerte nach Landolt et al. 2010 sind in der Schweiz: Feuchtezahl F = 5w+ (überschwemmt aber stark wechselnd), Lichtzahl L = 3 (halbschattig), Reaktionszahl R = 3 (schwach sauer bis neutral), Temperaturzahl T = 5 (sehr warm-kollin), Nährstoffzahl N = 4 (nährstoffreich), Kontinentalitätszahl K = 2 (subozeanisch).
Ludwigia grandiflora besiedelt stehende und langsam fließende, in der Regel eutrophe Gewässer, wie Tümpel, Teiche, Gräben, langsam fließende Fließgewässer und ihre Altarme. Die lang flutenden Stängel bilden zahlreiche Adventivwurzeln aus, die auch ohne Bodenkontakt Nährstoffe aus dem freien Wasser aufnehmen können. Sie kann bei sinkendem Wasserstand auf dem trockenfallenden Gewässergrund weiterwachsen und ist auch imstande, in Sümpfe und Feuchtgebiete vorzudringen. Im Westen Frankreichs hat sich die Art so in mehreren Regionen, zum Beispiel im Regionalen Naturpark Brière auf im Winter überflutetem Niedermoorgrünland etabliert.
Ansiedlung und Weiterverbreitung von Ludwigia grandiflora erfolgte nachweislich oder vermutlich in der Regel über Verschleppung durch den Menschen, insbesondere absichtliche Einbringung oder illegale Entsorgung von Aquarien- oder Teichpflanzen in die freie Natur. Der Bestand im Naturpark Brière ging auf ein zwischen den Einsätzen nicht gereinigtes Mähwerk zurück, auch andere technische Geräte wie Grabenfräsen, oder Angler, sind an der Verschleppung beteiligt. Es ist aber experimentell nachgewiesen, dass auch Wasservögel wie die Stockente beim Abweiden mit aufgenommene und im Kot keimfähige Samen in neue Gebiete verschleppen.

## Systematik
Die Erstbeschreibung erfolgte 1803 unter dem Namen (Basionym) Jussiaea grandiflora durch André Michaux in Fl. Bor.-Amer., Volume 1, Seite 267. Die Neukombination zu Ludwigia grandiflora (Michx.) Greuter & Burdet wurde 1987 durch Werner Greuter und Hervé Maurice Burdet in Willdenowia, Volume 16, Seite 448 veröffentlicht.
Weitere Synonyme für Ludwigia grandiflora (Michx.) Greuter & Burdet sind: Adenola grandiflora (Michx.) Raf., Ludwigia clavellina var. grandiflora (Michx.) M.Gómez, Jussiaea michauxiana Fernald, Jussiaea repens subsp. grandiflora (Michx.) P.Fourn., Jussiaea repens var. grandiflora (Michx.) Micheli, Jussiaea repens var. grandiflora Micheli nom. illeg., Jussiaea repens var. hispida Hauman, Jussiaea repens var. major Hassl., Jussiaea repens var. uruguayensis Hassl., Jussiaea uruguayensis Cambess., Jussiaea uruguayensis var. genuina Munz, Ludwigia uruguayensis (Cambess.) H.Hara, Ludwigia uruguayensis var. major (Hassl.) Munz.
Die Gattung Ludwigia umfasst mehr als 80 Arten und ist weltweit verbreitet. Ludwigia grandiflora gehört zur Sektion Oligospermum, einem Komplex aus (je nach Auffassung) etwa sieben Arten mit pantropischer Verbreitung. Die Arten sind untereinander sehr ähnlich, äußerst variabel mit breiter Merkmalsüberlappung und treten in unterschiedlichen Ploidiestufen (mit unterschiedlicher Anzahl verdoppelter Chromosomensätze) auf. Die Taxonomie ist daher verworren, zahlreiche Taxa werden, je nach Autor, als Formen oder Unterarten einer Art bzw. als eigenständige Arten aufgefasst.

## Chromosomenzahl
Die nach Europa eingeschleppte Sippe ist dekaploid (2n = 80) und wird meist als Ludwigia grandiflora subsp. hexapetala (Hook. & Arn.) G.L.Nesom & Kartesz bezeichnet. Außerdem existiert eine hexaploide Sippe (2n = 48) (Ludwigia grandiflora subsp. grandiflora), die in Europa bisher nicht gefunden wurde. Die Unterscheidung nach morphologischen Merkmalen ist schwierig und unsicher. Die Blüten und Blätter der Unterart hexapetala sind etwas größer, die Behaarung oft etwas spärlicher. Die Merkmale überlappen allerdings weit. Es wurden aber auch Sippen mit der Chromosomenzahl 2n = 40 oder 64 bekannt.

## Bekämpfung
Die Art wird als sogenannter invasiver Neophyt, der die Biodiversität der Lebensräume, in die sie eindringt, schwer beeinträchtigen kann, überall in Europa bekämpft. Um eine weitere Verschleppung zu verhindern, wurde der Handel mit Wasserpflanzen für Aquarien und Gartenteiche ins Visier genommen, wo die Art zeitweise als „Sauerstoffspender“ gern verkauft wurde. Der Fachhandel reagierte ab 2008 mit dem Versuch einer freiwilligen Selbstverpflichtung, den Verkauf einzustellen. In Großbritannien wurde ein nationaler Aktionsplan zur Wiederausrottung aufgestellt.
Kleine Kolonien neu etablierter Pflanzen werden mechanisch (durch Ausreißen) bekämpft. Abmähen der Sprosse besitzt keinerlei Wirkung und stimuliert eher das Wachstum. Die Pflanze kann mit Totalherbiziden abgetötet werden, dies ist aber mit massiven ökologischen Nachteilen verbunden und in den meisten Staaten, so auch in Deutschland, verboten.
Das Großblütige Heusenkraut ist 2016 in die „Liste der unerwünschten Spezies“ für die Europäische Union aufgenommen worden.